# Wielki pensjonariusz Holandii

Flaga Republiki Zjednoczonych Prowincji

Wielki pensjonariusz Holandii (niderl. raadpensionaris van Holland) – najważniejszy po namiestniku (stadhouderze) urzędnik w Republice Zjednoczonych Prowincji. 
Teoretycznie wpływy pensjonariusza ograniczały się do Holandii, czyli jednej z siedmiu prowincji tworzących tę republikę. W praktyce jednak były znacznie większe, gdyż prowincja ta była najsilniejsza. Władza wielkiego pensjonariusza Holandii wzrastała jeszcze bardziej w okresach bez stadhoudera (kiedy to nie było urzędującego namiestnika).

## Lista wielkich pensjonariuszy Holandii

### Republika Zjednoczonych Prowincji

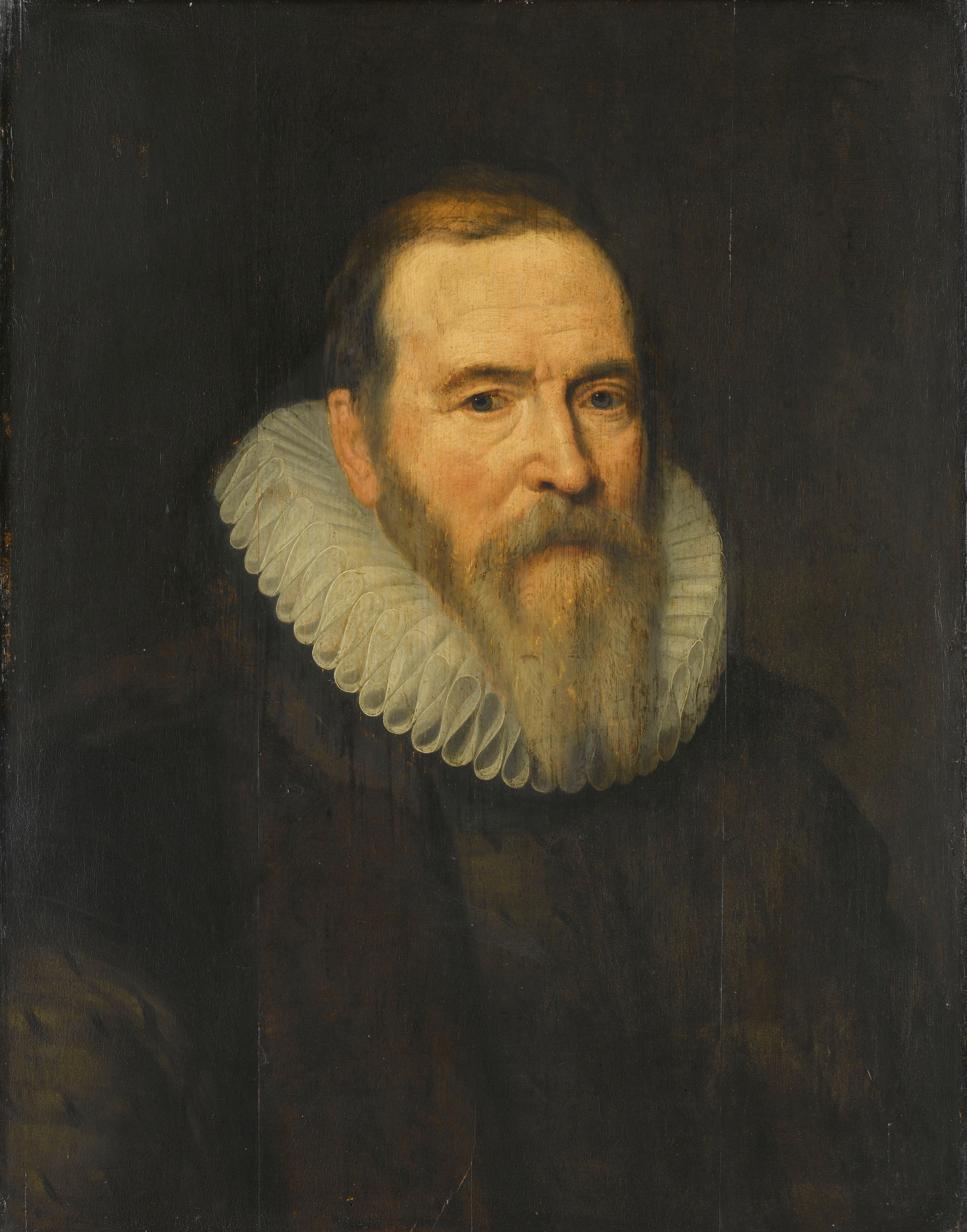
Johan van Oldenbarnevelt
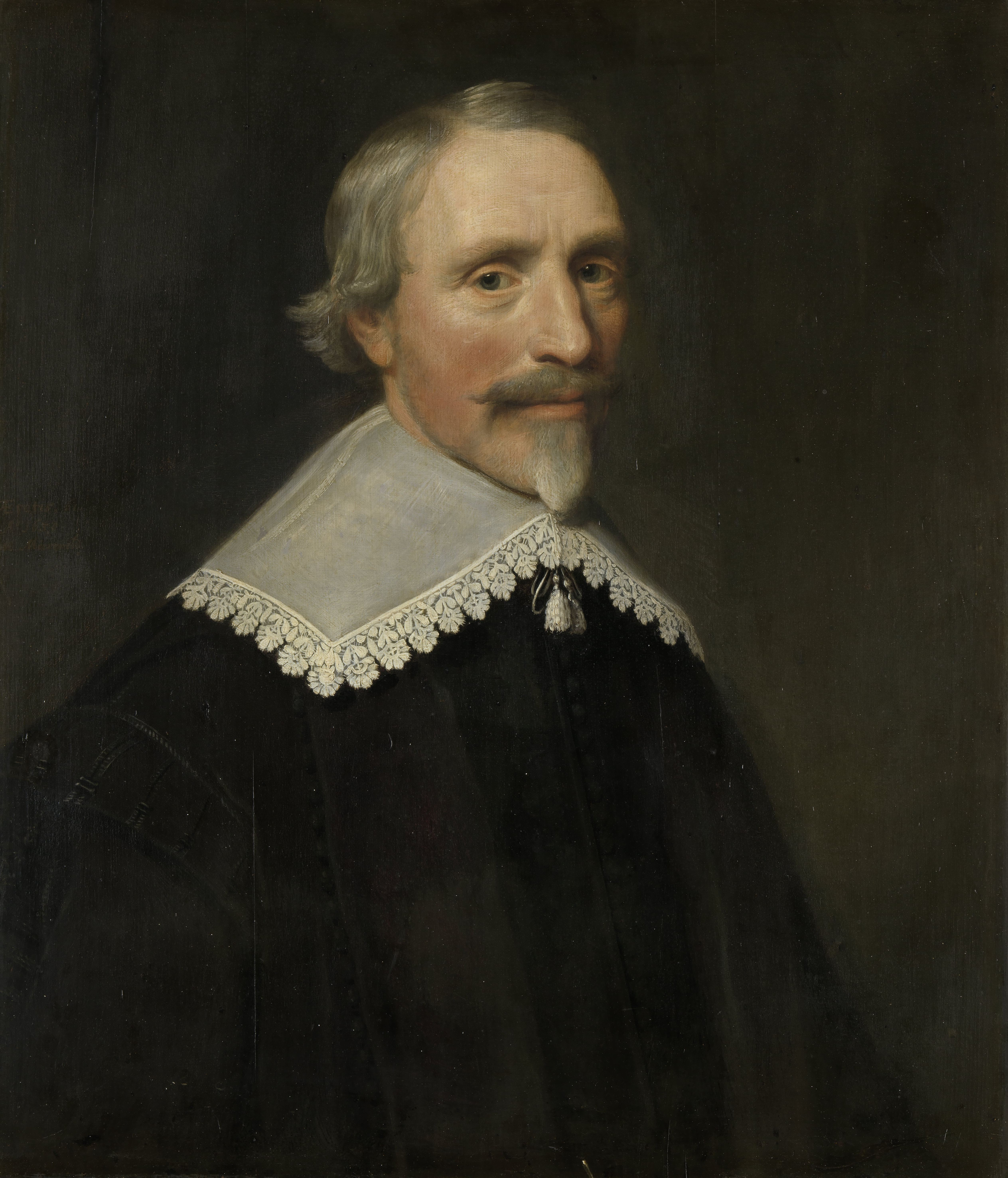
Jacob Cats
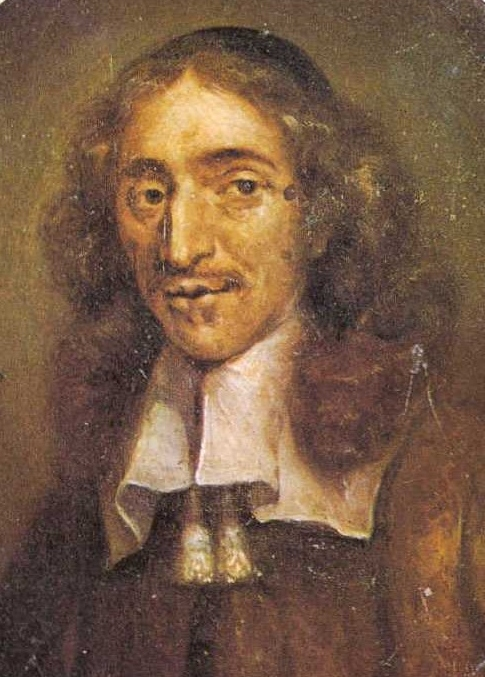
Johan de Witt
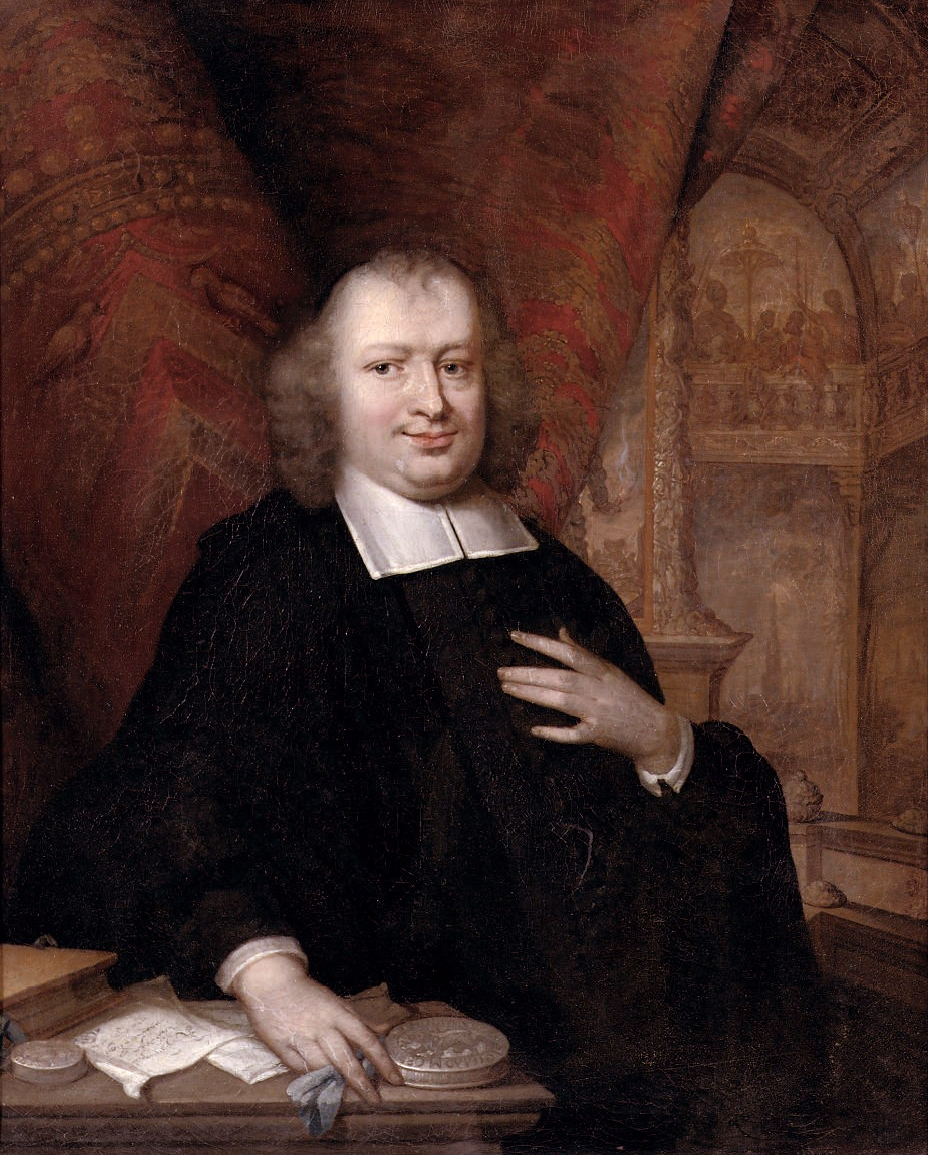
Gaspar Fagel
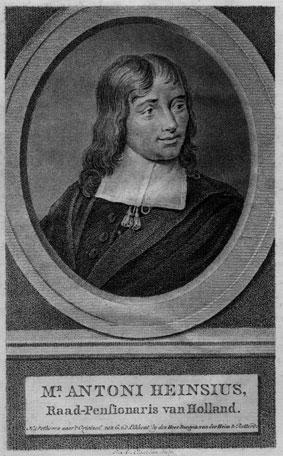
Anthonie Heinsius
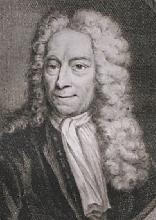
Isaac van Hoornbeek
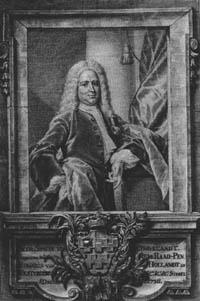
Simon van Slingelandt
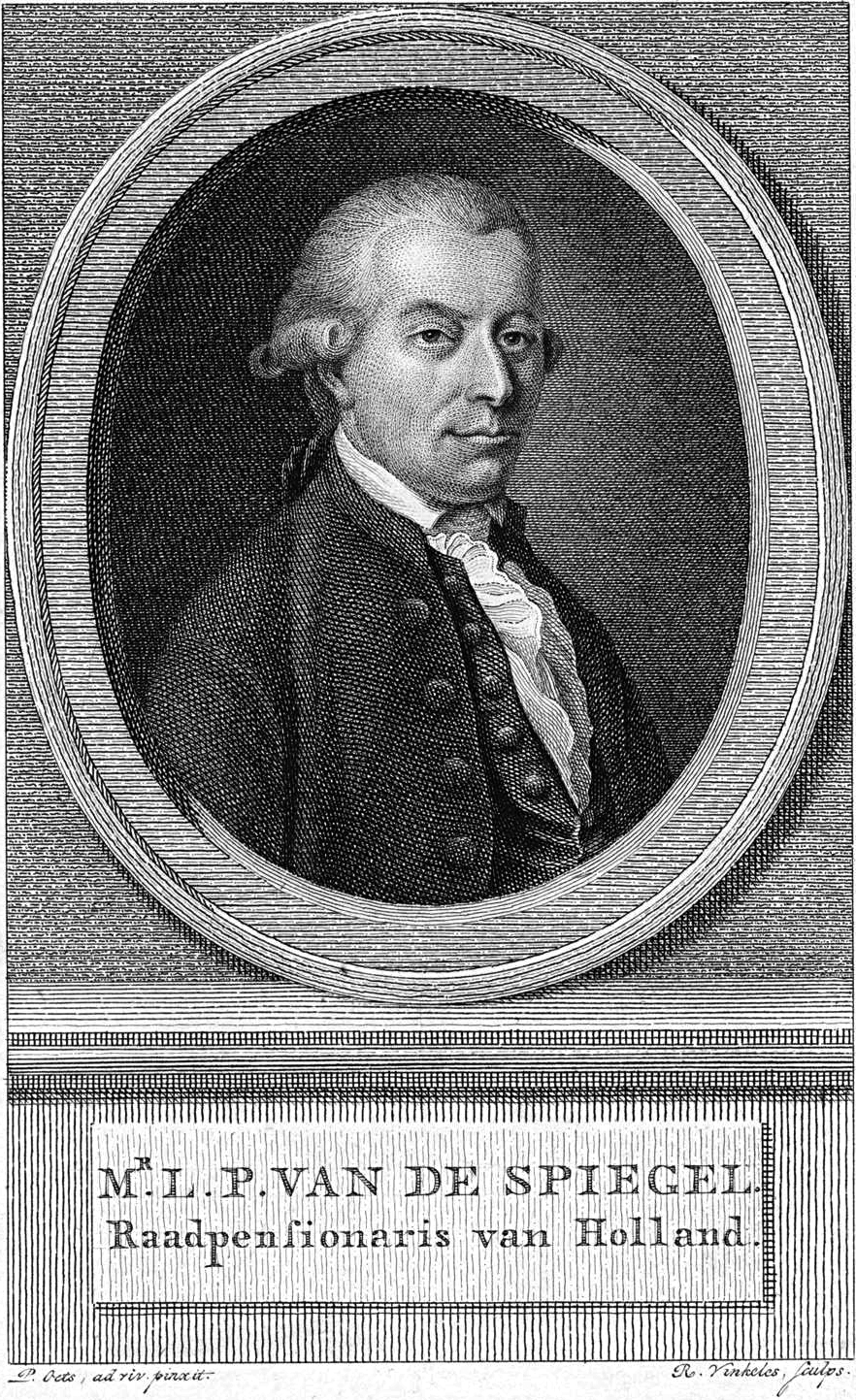
Laurens van de Spiegel

- Paulus Buys, 1572–1584
- Johan van Oldenbarnevelt, 1586–1619
- Andries de Witt, 1619–1621
- Anthonie Duyck, 1621–1629
- Jacob Cats, 1629–1631
- Adriaan Pauw, 1631–1636
- Jacob Cats, 1636–1651
- Adriaan Pauw, 1651-1653
- Johan de Witt, 1653–1672
- Gaspar Fagel, 1672–1688
- Michiel ten Hove, 1688–1689
- Anthonie Heinsius, 1689–1720
- Isaac van Hoornbeek, 1720–1727
- Simon van Slingelandt, 1727–1736
- Anthonie van der Heim, 1737–1745
- Willem Buys, 1745–1746
- Jacob Gilles, 1746–1749
- Pieter Steyn, 1749–1772
- Pieter van Bleiswijk, 1772–1787
- Laurens Pieter van de Spiegel, 1787–1795

### Republika Batawska
- Rutger Jan Schimmelpenninck, 1805–1806